# Oriqui
Oriqui (em iorubá: Oríkì) é uma palavra da língua iorubá que tem vários significados, um deles pode-se traduzir como literatura ou textos para a língua portuguesa.
A literatura e a língua eram usadas oralmente pelos povos iorubás, pois não existia uma codificação escrita para o idioma antes do século XIX. A primeira gramática iorubá foi publicada em 1843 pelo Bispo Samuel Ajayi Crowther da Igreja Anglicana.
Os iorubás constituem o segundo maior grupo étnico na Nigéria, representando 18% da população total aproximadamente. Vivem em grande parte no sudoeste do país, também há comunidades de iorubás significativas no Benim, Togo, Serra Leoa, Cuba e Brasil.
Eles acreditam que o nome da pessoa tem a ver com a sua essência espiritual, denotando grande dificuldade em dar nomes a seus filhos. Um tipo especial de nome é oriqui (neste caso, poesia ou texto poético), que é melhor descrito como nome afetuoso ou carinhoso.
A crença é que chamar uma pessoa por seu oriqui é inspirá-lo, uma vez que vai apaziguar seu Ori (cabeça).